# Anfiteatro romano di Frosinone
L'anfiteatro romano di Frosinone era un antico anfiteatro della città romana di Frusino, l'odierna Frosinone. Edificato tra la fine del I secolo e l'inizio del II secolo, è situato ai piedi del colle su cui oggi sorge il centro storico della città, nei pressi del fiume Cosa, nel punto in cui la Via Latina superava il fiume dilungandosi verso la cima del colle dell'antica Frusino.
Venne rinvenuto nel febbraio 1965, quando alcuni muri dell'edificio riemersero nel corso degli scavi per la costruzione di palazzine residenziali, e vennero sbancati dalle ruspe. I suoi resti si trovano metà sotto la palazzina ivi costruita negli anni 60, e metà giace, probabilmente ancora integra, sepolta sotto il terreno del manto stradale di Viale Roma.

## Storia
Non si ha menzione dell'anfiteatro in nessuna fonte antica riguardante Frosinone, ne fanno cenno invece fonti più moderne, che con il passare dei secoli diventano quasi sempre più vaghe e lacunose.
Era noto già nell'XI secolo con il nome di Appretiatum. La sua presenza è legata alle antiche chiese di San Giovanni e San Silvestro, oggi scomparse, ma che dovevano trovarsi nelle vicinanze dell'edificio, tanto da venire menzionato in alcuni documenti riguardanti tali edifici.
Doveva essere stato in parte riutilizzato (forse da abitazioni circostanti la chiesa di San Giovanni), come si evince dalla menzione in un atto di donazione del 10 maggio 1060, da parte di tali Leone e Gregorio, che donano proprietà fuori il Castello di Frosinone all'abate Giovanni di Casamari. risulta compresa "alia petiate de terra sementaricia sacionalis cum arbores pomarum, et cum aedificiis qui nominantus Appretiato cum parietinis antiquis et novellis, et cum omnes super se abentes posita iuxta Cosa quod est longitudo (...)".
L'ipotesi sulla presenza di un anfiteatro a Frosinone era stata formulata nei primi anni dell'Ottocento da Giuseppe De Matthaeis, il quale nel suo Saggio istorico sull'antichissima città di Frosinone nella campagna di Roma cita alcuni documenti medievali intuendo che "doveva esservi inoltre nell'interno della città, o nei dintorni, un anfiteatro, come chiaro apparisce da varie memorie autentiche de bassi tempi relative ad alcuni fondi donati al Monastero di Casamari, i quali si dicono situati penes Amphitheatrum Frusinonis. Ma di questo Anfiteatro, di cui non si conosce in oggi alcun vestigio, dovette esservi stabilito a tempi degl'Imperatori, e probabilmente quando vi fu dedotta la Colonia di veterani; sapendosi d'altronde che per meglio trattare, e mantenere contenti i soldati ne' paesi che loro si assegnavano, vi si stabilivano de' mezzi capaci di divertirli, e tenerli allegri".

Il De Matthaeis affermava di aver attinto le notizie da fonti medievali, "Nella biblioteca dell'Eccellentissima Casa Albani esiste un Codice insigne in pergamena, ed in carattere detto Gotico col titolo di Codex Prothocollum et Registrum, appartenente una volta al Monastero di Casamari". Si trattava di un documento del 1153, durante il pontificato di Eugenio III, riguardante una donazione di un terreno a favore dei monaci del Monastero da parte di tale Litardo, probabilmente cittadino frusinate.
"Est autem ipsa terra juxta amphitheatrum Frusinonis inter haec latera: a primo subtus se est terra Benedicti Migistri Petri, et a secundo per longitudem est terra Benediciti Johannis de Timo, et a tertio super se Murus veteris Civitatis, et a quarto Cosa"

traduzione: Ora lo stesso terreno - che si dona - è situato presso l'anfiteatro di Frosinone entro questi confini: partendo dal primo lato sotto di esso c'è il podere di Benedetto Mastro Pietro e dal secondo per lunghezza il terreno di Benedetto Giovanni da Timo, dalla parte del terzo lato sopra di esso c'è il muro della vecchia città e dal quarto lato il fiume Cosa.
Viene citato poi un secondo documento: la bolla di Papa Alessandro III, datata Veroli 1170, nella quale venivano annoverati, tra i vari beni accordati all'abbazia di Casamari 
"ecclesia Sancti Johannis et ecclesia Sancti Sylvestri cum amphitheatro, quod vulgo Appretiatum dicitur in territorio Frusinonensi".

traduzione: alla stessa abbazia sia data la chiesa di San Giovanni e la chiesa di San Silvestro con l'anfiteatro che comunemente è detto Appreziato nel territorio di Frosinone.
Ma al tempo dell'autore il monumento doveva ancora trovarsi celato sotto il terreno e difficilmente individuabile, in quanto, sempre il De Matthaeis affermasse come dell'anfiteatro "non si conosce in oggi alcun vestigio". Recenti pubblicazioni hanno però messo in discussione questo secondo documento, indicando come l'autore non avesse visto il punto dopo la parola dicitur, motivo per cui nella bolla specifica con il termine Appretiatum si intenderebbe un monumento anticamente ubicato nel territorio dell'odierna Boville Ernica, e che soltanto la donazione di Litardo del 1153 sarebbe da considerare valida.

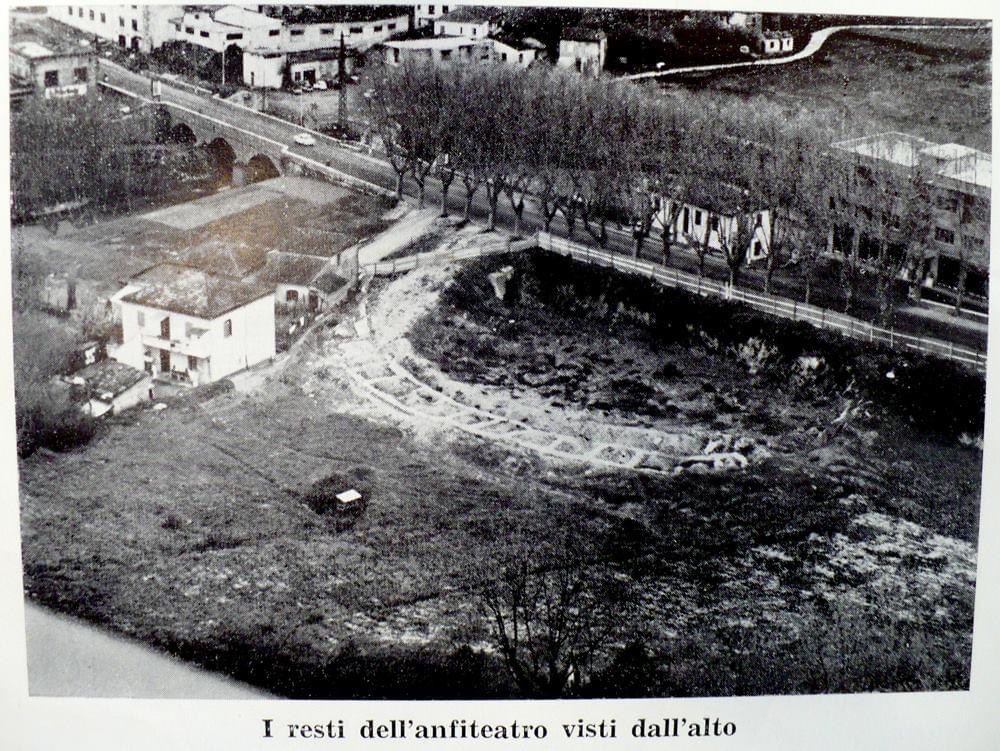
I resti dell'anfiteatro dopo i lavori di sbancamento e prima della costruzione del complesso edilizio, 1967

Successivamente, altri studiosi, che si occuparono più o meno marginalmente dell'antica Frusino, si limitano soltanto a fare menzione dell'anfiteatro stesso senza però riferirne la specifica ubicazione o ipotizzando, in molti casi, delle errate localizzazioni. L'anfiteatro tornò alla luce nel febbraio del 1965, durante i lavori di costruzione degli edifici residenziali che adesso lo sovrastano. Palazzi voluti dalla Permaflex di Licio Gelli, che in quegli anni abitava a Frosinone.
La società Tagliaferri Immobiliare fu accusata della distruzione di un metro e mezzo in altezza del rudere, oltre che dello spezzamento di alcuni muri in corrispondenza del posizionamento dei futuri pilastri. Nel 1965 La Soprintendenza alle Antichità bloccò i lavori e così le scavatrici si fermarono per qualche anno.

Dopo anni di blocco però, nonostante la normativa vigente a tutela dei resti archeologici, nonostante una consistenze mobilitazione dell'opinione pubblica sviluppatasi a sostegno della salvaguardia del monumento, la Soprintendenza rilasciò il nulla osta a costruire, e nel luglio 1968 il Comune approvò la licenza edilizia per poter realizzare l’edificio sopra i ruderi. Licenza che fu firmata dieci giorni prima dell’approvazione del Piano Regolatore, che avrebbe posto un doppio vincolo al terreno, impedendo di includere così i resti antichi in un comunissimo edificio del novecento.
"Constatato senza ombra di dubbio l'esistenza di un anfiteatro a Frosinone, riteniamo giusto e doveroso, per maggiore approfondimento del problema, un sollecito completamento degli scavi su quell'area già sottoposta a vincolo archeologico. Inoltre auspichiamo un'opera di acconcia sistemazione dei pur esigui resti che, oltre tutto, costituiscono per la città l'unica tangibile testimonianza della sua passata storia dopo tanti scempi dovuti, in parte alla naturale azione del tempo ma, il più delle volte all'incuria e all'ignoranza di quanti ci hanno preceduto.
Questi resti, ancora dopo tanti secoli, stanno a rivelarci una ben radicata passione dei nostri concittadini per i ludi gladiatori, passione che senz'altro giustifica ed ancor di più avvalora l'affermazione del poeta Silio Italico fin'anche blasonata nello stemma civico: Bellator Frusino"
L'Anfiteatro di Frosinone, Augusto Mastrantoni, Circolo di studi storici Giustiniano Nicolucci, 1965

Le costruzioni adiacenti edificate sui resti antichi hanno irrimediabilmente alterato lo stato del luogo. Inoltre la parte in vista dell’anfiteatro, quella tra i pilastri di appoggio, ha subito un continuo degrado negli ultimi decenni. Soltanto dal 1996 sono iniziati alcuni interventi di recupero, che hanno tentato, per quanto e dove possibile, di ridare un minimo decoro e leggibilità all'area archeologica. Oggi i resti dell’anfiteatro sono ufficialmente di proprietà statale pur sorgendo su un’area completamente privata, ma non abusiva, legittimata da un vincolo insufficiente a tutelare l’anfiteatro da decenni di abbandono

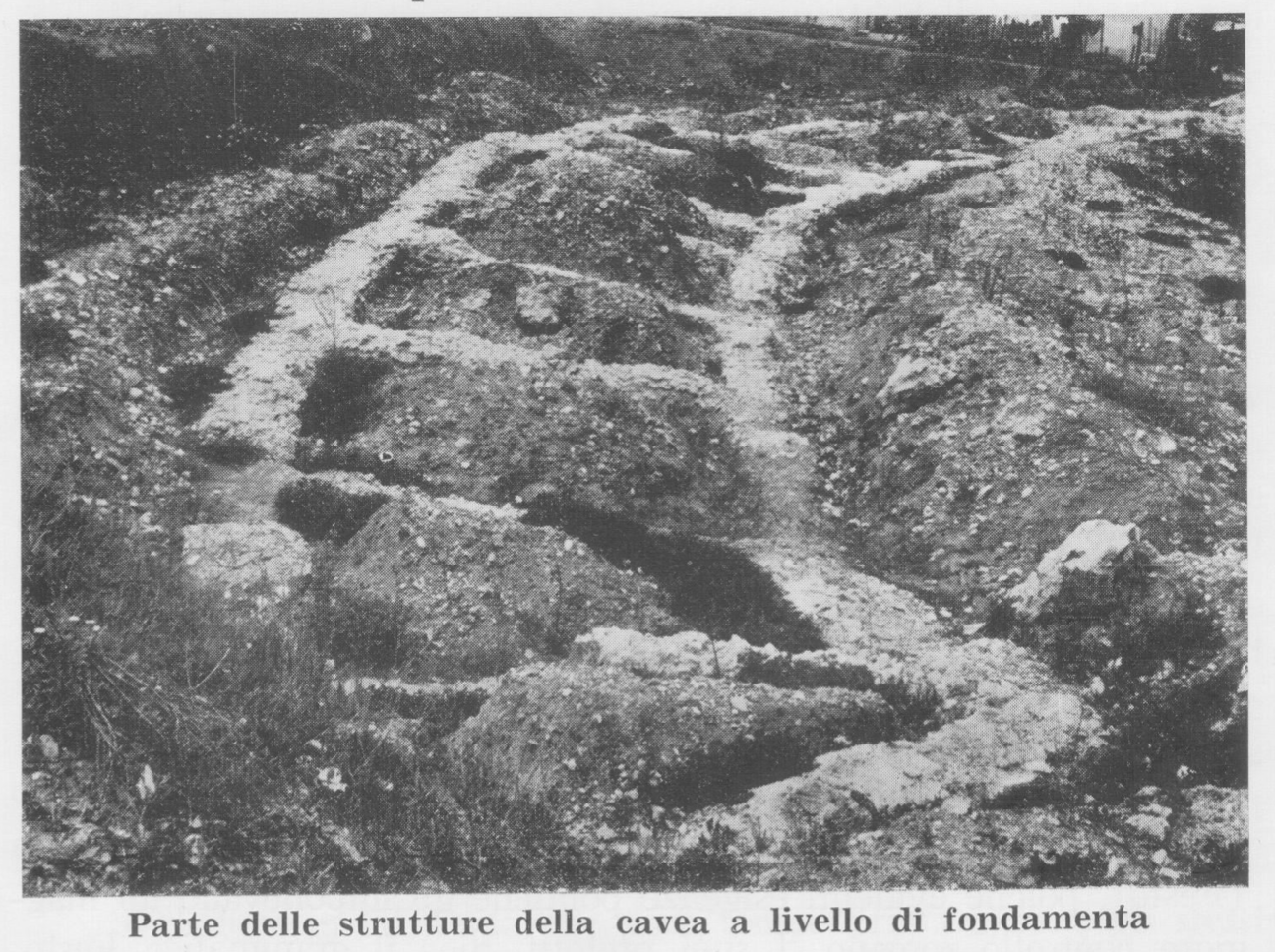
Parte delle strutture riemerse

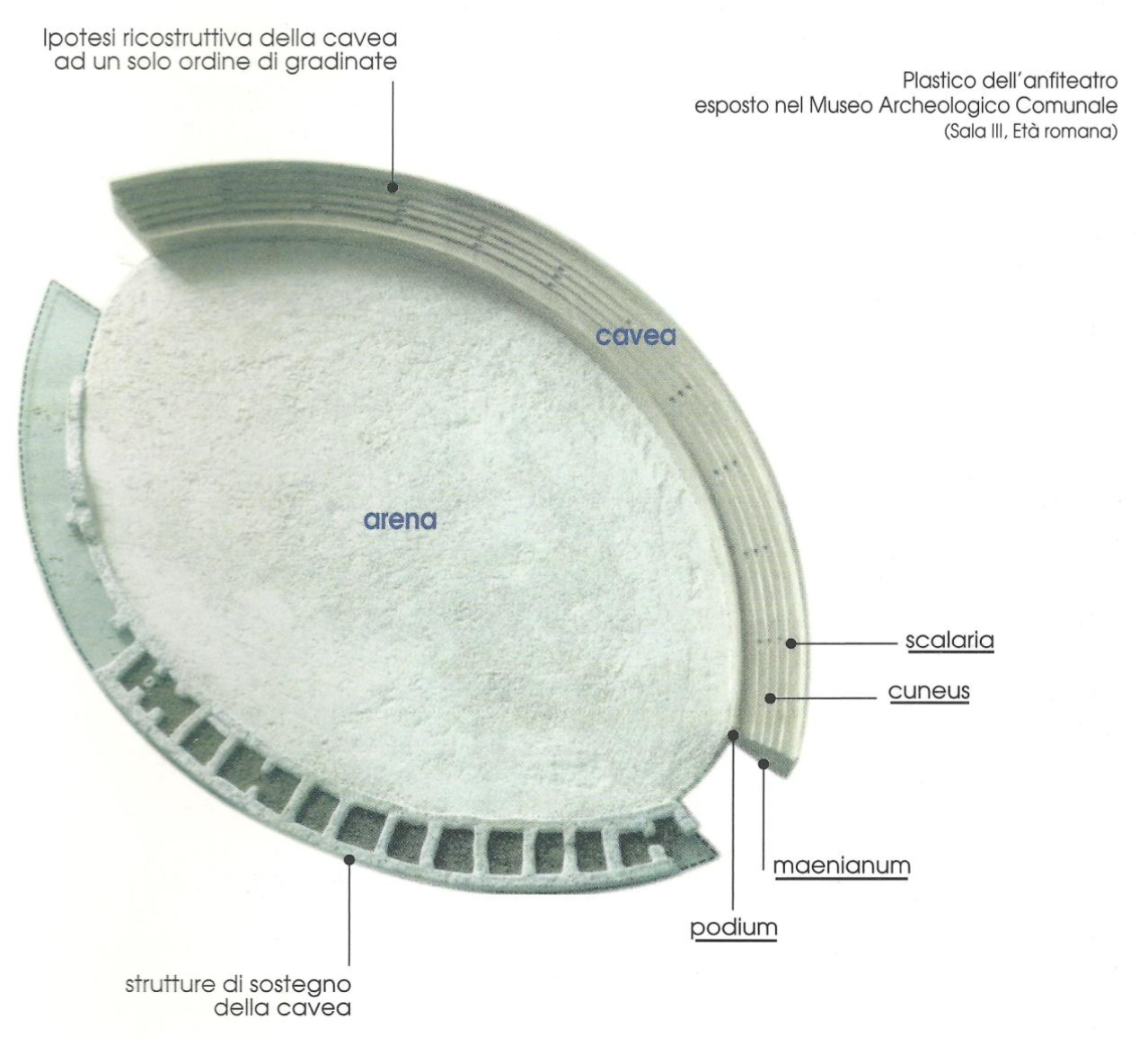
Plastico ricostruttivo dell'anfiteatro presente nel Museo

## Descrizione
La parte oggi visibile consiste in una serie di strutture di fondazione costituenti le concamerazioni di sostegno della cavea, cioè l'insieme delle gradinate, forse ad un unico ordine, dove prendevano posto gli spettatori, per assistere ai munera (le lotte tra gladiatori) o le venationes, (combattimenti tra belve).
Gli ingressi principali all'arena, larghi all'incirca 8 m, si aprivano verso l'estremità dell'asse maggiore dell'edificio, dalla forma tipicamente ellittica o curva policentrica, tipica degli anfiteatri.

L'enorme difficoltà nello svolgere una descrizione dettagliata e completa del monumento è data dalla quasi totale distruzione di esso, avvenuta a più riprese in epoche remote ma non prima della data del documento di donazione del 1153, che lo prende come confine di delimitazione del terreno donato all'abbazia. Altra problematica è che in molti punti i resti affiorati dal terreno appartengono alla parte più infima delle fondazioni, e circa un terzo di essi, probabilmente i più importanti poiché conservatisi, si trovano ancora ricoperti sotto la terra di Viale Roma. Motivi che rendono per il momento difficile effettuare anche uno studio esaustivo su tutto l'antico anfiteatro.
La vista dei resti attuali ci porterebbe a pensare inoltre che la cavea avesse un solo ordine di gradinate ma riteniamo ciò poco probabile in quanto, anche senza aver potuto effettuare una vera ricostruzione grafica dell'insieme, risulterebbe troppo fuor di misura l'ampiezza dell'arena.
L'Anfiteatro di Frosinone, Augusto Mastrantoni, Circolo di studi storici Giustiniano Nicolucci, 1965, p.26

La costruzione, seppur modesta, era perfettamente confacente alle esigenze del piccolo centro della antica Frusino. Oltretutto non è isolata, ma nella parte est si addossa al terreno in declivio dove anticamente la via Latina si innalzava in direzione del centro urbano.
Le fondazioni visibili attualmente sono in opera cementizia, formata da malta mista a scaglie di basalto, ghiaia e ciottoli.